# Carlo Ginzburg
Carlo Ginzburg (15. april 1939) er en italiensk historiker, der især er blevet berømt for at pionere mikrohistorien. Ginzburg har bl.a. skrevet bogen Osten og Ormene (Il formaggio e i vermi, 1976, da. 2006), der er et studie af italiensk folkekultur i 1500-tallet. Ginzburg er søn af forfatteren Natalia Ginzburg og Leone Ginzburg, der underviste i russisk litteratur på universitetet i Torino. Ginzburg har i mange år været professor i historie i Bologna og ved University of California i Los Angeles.